# Steinway Street (stacja metra)
Steinway Street – stacja metra nowojorskiego, na linii E, M i R. Znajduje się w dzielnicy Queens, w Nowym Jorku i zlokalizowana jest pomiędzy stacjami 46th Street i 36th Street. Została otwarta 19 sierpnia 1933.